# Área metropolitana de Kankakee-Bradley
El Área Estadística Metropolitana de Kankakee, IL MSA, como la denomina la Oficina de Administración y Presupuesto, es un Área Estadística Metropolitana centrada en la ciudad de Kankakee, que solo abarca el condado de Kankakee en el estado de Illinois, Estados Unidos. Su población según el censo de 2010 es de 113.449 habitantes, convirtiéndola en la 324.º área metropolitana más poblada de los Estados Unidos.

## Área Estadística Metropolitana Combinada
El área metropolitana de Michigan City-La Porte es parte del Área Estadística Metropolitana Combinada de Chicago-Naperville-Michigan City, IL-IN-WI CSA junto con:
- El Área Estadística Metropolitana de Chicago-Joliet-Naperville, IL-IN-WI MSA, en Illinois; y
- El Área Estadística Metropolitana de Michigan City-La Porte, IN MSA, en Indiana;

totalizando 9.686.021 habitantes en un área de 28.116,9 km².

## Comunidades
Ciudades
- Kankakee
- Momence

Pueblos
| - Aroma Park - Bonfield - Bourbonnais - Bradley - Buckingham - Chebanse - Essex | - Grant Park - Herscher - Hopkins Park - Irwin - Limestone - Manteno - St. Anne | - Reddick - Sammons Point - Sun River Terrace - Union Hill |

Lugares no incorporados
- Pembroke
- Sollitt
- Yeager
- Pewing